# クリーン・アクア・ビバレッジ
株式会社クリーン・アクア・ビバレッジは、宮崎県小林市にある日本のミネラルウォーター製造会社である。

## 概要
本坊酒造がファミリーマート、伊藤忠商事等と共同でミネラルウォーター製造を行う専業会社として、小林工場を2008年に分離改組し創業した。
本坊酒造を中核とする本坊グループの一社であり、株主は本坊グループ企業と伊藤忠グループ企業で占められている。
霧島連山・夷守岳からの地下天然水（硬度160mg/lの中硬水）を商品化している。

## 所在地
- 宮崎県小林市大字細野1750番地

## 沿革
- 1960年（昭和35年）4月 - 本坊酒造が小林酒造株式会社を吸収合併し、本坊酒造小林工場となる。
- 2008年（平成20年）7月22日 - 本坊酒造がファミリーマート、伊藤忠商事等と共同でクリーン・アクア・ビバレッジを設立（創業）。

## 商品
- 「霧島の天然水」（ファミリーマート共同企画・2009年7月14日発売開始）
- 「細野の天然水」（自社ブランド・2010年1月発売開始）

## 関連企業
- 本坊酒造
- 本坊商店
- ファミリーマート
- 南九州ファミリーマート
- 伊藤忠商事